# Antonio Skármeta

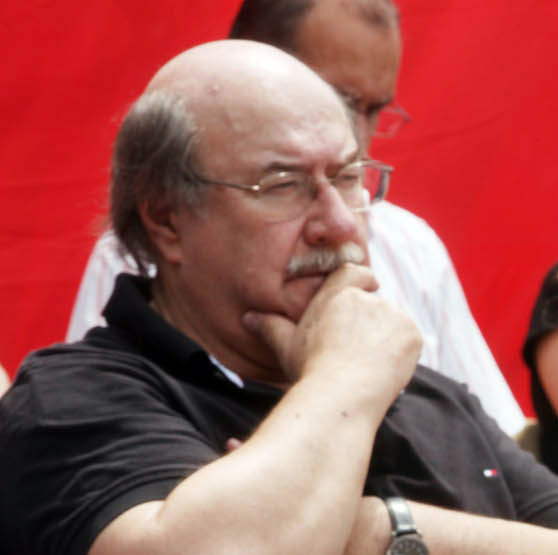
Esteban Antonio Skármeta Vranicic

Antonio Skármeta (7. listopadu 1940, Antofagasta – 15. října 2024) byl chilský diplomat, scenárista, politik a spisovatel. V roce 2014 obdržel literární ocenění Premio Nacional de Literatura de Chile.

## Biografie
Byl synem chorvatských přistěhovalců z ostrova Brač. Vystudoval filozofii a literaturu na univerzitě v Chile. V roce 1964 se oženil s malířkou Cecilií Boiserovou, po rozvodu žil s Norou Preperski. Po vojenském převratu v Chile v roce 1973, opustil, stejně jako jeho krajan Gonzalo Rojas zemi. V letech 1975–1989 pobýval v německém exilu, a to v Západním Berlíně, kde se živil např. psaním scénářů. Do vlasti se navrátil až v roce 1989. Antonio Skármeta hovořil také německy. Byl autorem řady románů a povídek.

### České překlady ze španělštiny
- Zdálo se mi, že sníh hoří (orig. 'Soñé que la nieve ardia'). 1. vyd. Praha: Mladá fronta, 1982. 159 S. Překlad: Věra Rodríguezová, verše Pabla Nerudy a Antonia Skármety přeložil Miloslav Uličný, autorka doslovu: Anna Housková